# Region Werdenberg
Die Region Werdenberg liegt im Osten des Schweizer Kantons St. Gallen.

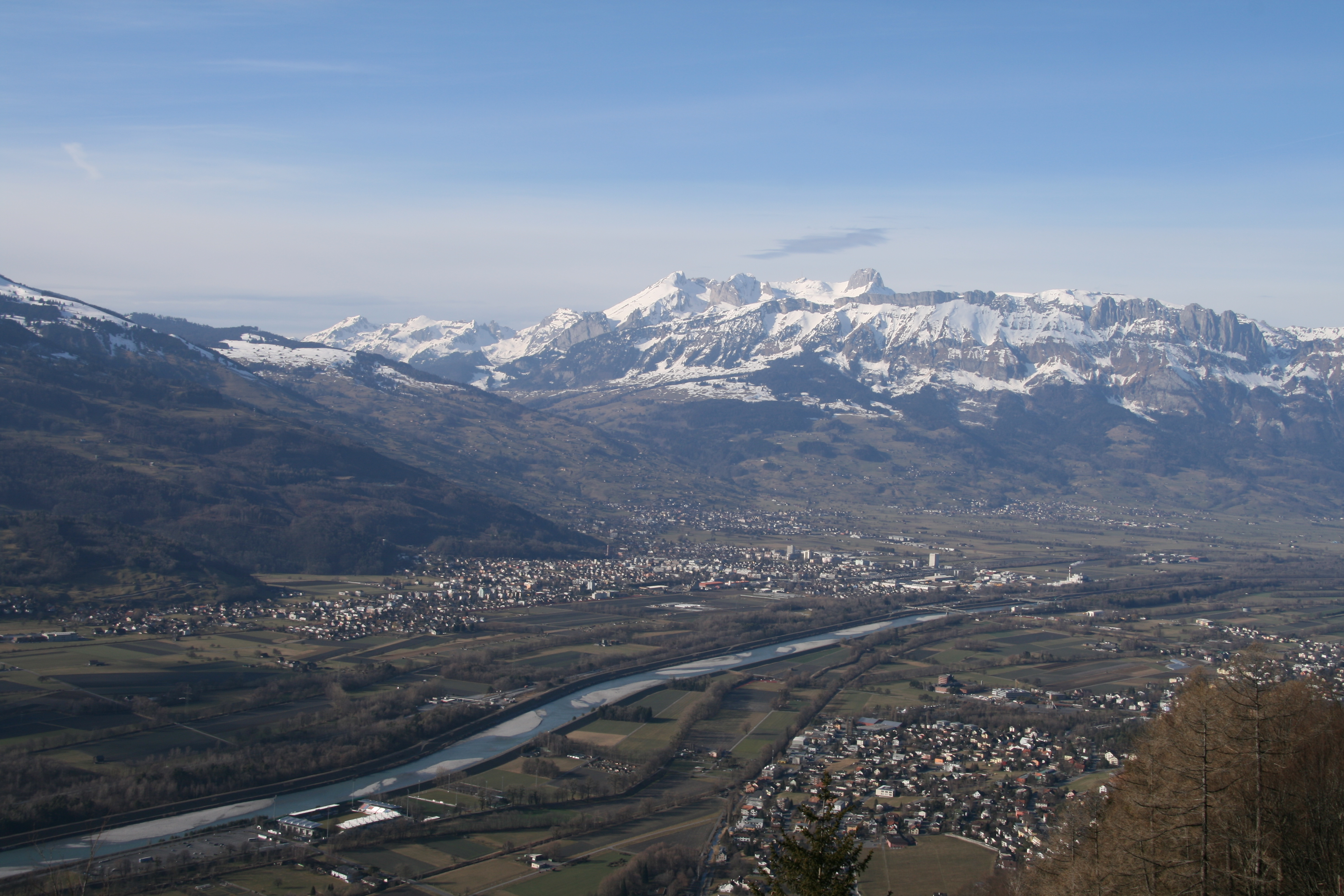
Blick von Triesenberg FL in den unteren Teil der Region Werdenberg

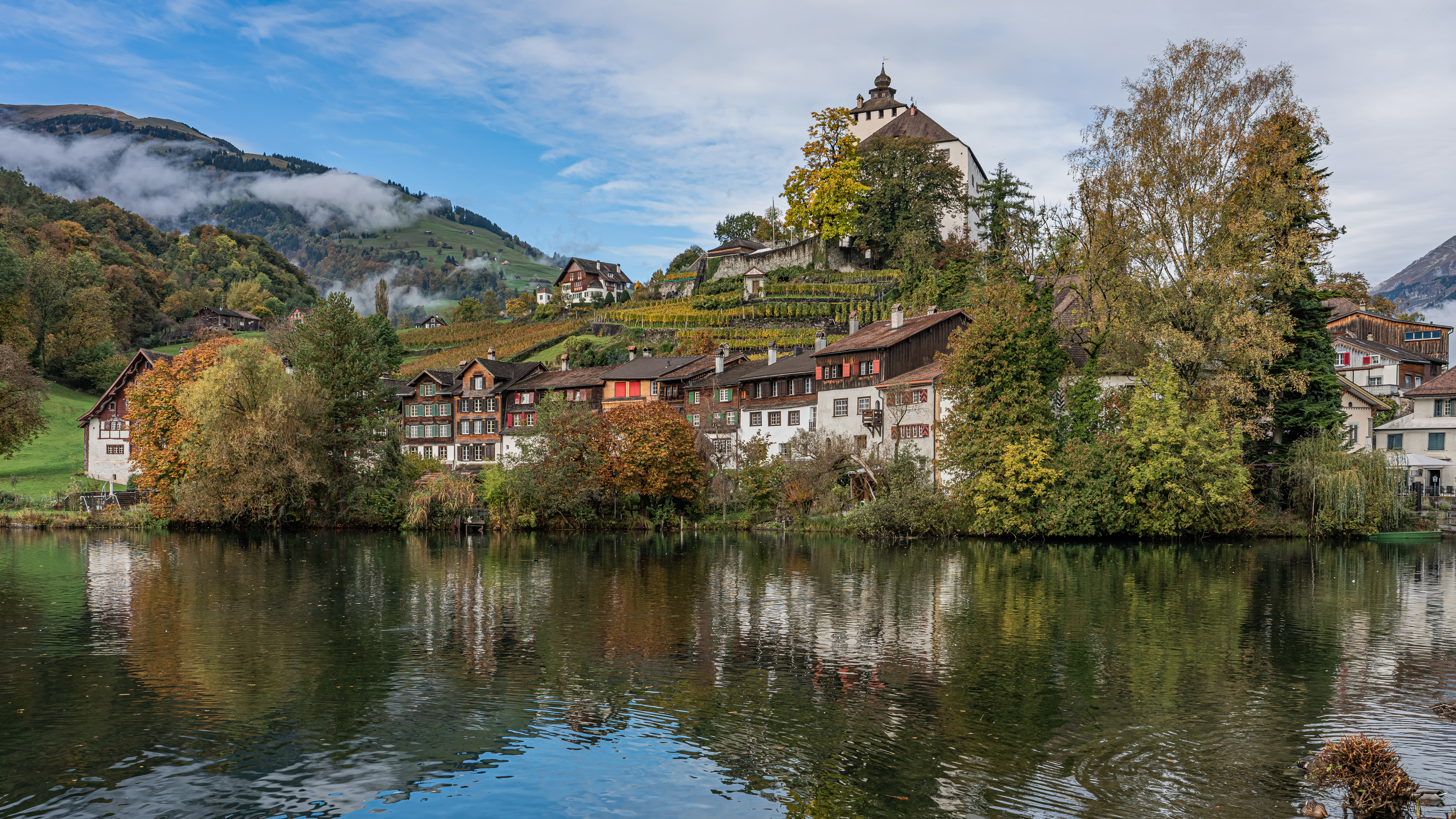
Blick über den Werdenbergersee zum Städtchen und Schloss

Die Region befindet sich auf der linken Seite des Rheins im St. Galler Rheintal, an der Ostflanke der Alvierkette, dem Margelchopf, des Churfirsten- und Alpsteinmassivs. Sie grenzt im Norden an das untere Rheintal, im Osten an das Fürstentum Liechtenstein, im Süden an das Sarganserland, im Westen an das Toggenburg und den Kanton Appenzell Innerrhoden.
Das Gebiet der Ostschweizer Region Werdenberg ist deckungsgleich mit dem ehemaligen Bezirk Werdenberg, dem seit Anfang 2003 bestehenden Wahlkreis Werdenberg. Es umfasst von Norden nach Süden die politischen Gemeinden Sennwald (mit den Dörfern Sennwald, Frümsen, Salez, Sax und Haag), Gams, Grabs (mit dem Dorf Grabs und dem Städtchen Werdenberg), Buchs (mit Buchs, Altendorf und Räfis), Sevelen und Wartau (mit Oberschan, Gretschins, Malans, Fontnas, Weite, Azmoos und Trübbach).
Die Geschichte der Region steht in direktem Zusammenhang mit den Grafen von Werdenberg. Zu den Sehenswürdigkeiten gehören das Schloss Werdenberg, das historische Städtchen Werdenberg und der angrenzende Werdenbergersee. Verkehrsknotenpunkt ist Buchs mit Anschluss SBB, ÖBB, Postauto, Bus und Autobahn.